# Albert Thoralf Skolem
Albert Thoralf Skolem (Sandsvær, 23 maggio 1887 – Oslo, 23 marzo 1963) è stato un matematico norvegese, noto soprattutto per i suoi risultati in logica matematica e in teoria degli insiemi.

## Biografia
Nel 1905 entra nell'Università di Kristiania, il nome di allora di Oslo, per studiare matematica, ma studia anche fisica, chimica, botanica e zoologia. Nel 1909 diventa assistente di Kristian Birkeland, fisico famoso per le sue esperienze su fenomeni simili all'aurora boreale. Nel 1913 supera un esame con una brillante dissertazione su algebra e logica, pur continuando a lavorare in fisica. Nel 1915 passa un semestre di studio a Gottinga.
Nel 1918 diventa docente di Matematica e prepara una tesi di dottorato sotto la supervisione di Axel Thue, che muore nel 1922, tre anni prima della presentazione della dissertazione. Dal 1930 lavora a Bergen in un istituto di ricerca che gli consente di lavorare con tranquillità, ma in isolamento. Nel 1938 torna alla capitale, ora chiamata Oslo, per insegnare algebra e teoria dei numeri all'università. Nel 1957 si ha il suo pensionamento, ma egli continua a condurre produttive ricerche fino ai suoi ultimi giorni.
La produzione di Skolem è molto ampia, ma egli ha lavorato piuttosto isolato e molte sue scoperte sono state trovate da altri indipendentemente. Egli si è occupato di equazioni diofantee, di teoria dei reticoli distributivi, ma soprattutto di logica matematica. In questa area ha esteso il lavoro di Leopold Löwenheim. Ha dimostrato che una teoria basata sul calcolo dei predicati del primo ordine possiede un modello, questo è numerabile, anche senza far uso dell'assioma della scelta ma servendosi del lemma di König. Ha raffinato il sistema di assiomi di Zermelo.
Ha sviluppato la teoria delle funzioni ricorsive al fine di evitare i paradossi dell'infinito. Ha contribuito alla teoria dei numeri. Ha costruito un modello non standard dell'aritmetica. Ha pubblicato in norvegese quello che ora è noto come teorema di Skolem-Noether prima che indipendentemente lo trovasse Emmy Noether.